# Temporary National Economic Committee
Das Temporary National Economic Committee (Abkz. TNEC) war ein im Juni 1938 gegründeter Ausschuss zur Untersuchung von Konzentrationserscheinungen und ihren Folgen in der amerikanischen Wirtschaft.

## Allgemein
Am 29. April 1938 richtete Präsident Franklin D. Roosevelt an den Kongress die Empfehlung „Monopole und die Konzentration wirtschaftlicher Macht einzudämmen“. Er sprach dabei von einer Konzentration privater Macht, die in der Geschichte ihresgleichen suche. 1935 hätten 4 % aller Industrieunternehmen 84 % aller Gewinne verbucht. Roosevelt empfahl:
- Verbesserung und Erleichterung von Antitrust-Verfahren
- Überwachung von Konzernverflechtungen
- besonders kritische Überprüfung von Finanzgesellschaften und Holdings

Im Anschluss an diese Botschaft kam es zur Gründung der TNEC.
Dieser Ausschuss beider Häuser des Kongresses, bestand aus drei Senatoren, drei Abgeordneten aus dem Repräsentantenhaus sowie sechs Ministerial- und Behördenvertretern.
Zusammen mit der Antitrust-Abteilung des Handelsministeriums führte das TNEC umfangreiche Untersuchungen durch, die in zahlreichen Bänden auf Zehntausenden Seiten publiziert wurden. Dazu wurden in den Jahren 1938 bis 1940 langwierige Anhörungen von Vertretern aller Bereiche der Wirtschaft durchgeführt.

## Ergebnis
Diese Untersuchungen gaben letztlich keinem Recht und mit Beginn des Zweiten Weltkrieges interessierte sich niemand mehr dafür, da industrielle Konzentration plötzlich in sehr viel günstigerem Licht erschien. Insgesamt setzte das TNEC die in der Monopolfrage unentschiedene Tradition des amerikanischen politischen, nationalökonomischen und juristischen Denkens fort.